# Miroslav Görtler
Miroslav Görtler (24. únor 1911 Bílichov - 19. srpen 1982 Praha) byl český středoškolský pedagog, archivář, regionální historik a funkcionář.

## Život
Reálné gymnázium začal studovat v Berouně, maturoval v roce 1929 na reálném gymnáziu v Praze. V letech 1929 - 1933 studoval dějepis a zeměpis na Filozofické fakultě Univerzity Karlovy. Jeho učiteli byli: Josef Pekař, Josef Šusta, Václav Vojtíšek, Gustav Friedrich, dále studoval pedagogiku u Václava Příhody. V prosinci 1933 složil státní zkoušku ze zeměpisu, a v květnu roku složil státní zkoušku z československých dějin u Josefa Pekaře a z obecného dějepisu u Josefa Šusty. Dále absolvoval závěrečné zkoušky pedagogicko – filozofické, zkoušku z francouzštiny pro historiky, a dále z latiny a češtiny.

### Začátek učitelského působení a druhá světová válka
V září 1934 nastoupil učitelskou dráhu na měšťanské škole v Mariánských Lázních, kde působil do roku 1937, a poté krátce působil na reálném gymnáziu v Hustopečích. Školní rok 1938/39 působil na reálném gymnáziu Ústřední matice školské v Chebu. Po zabrání československého pohraničí Německem byl 28. října 1938 přeložen na reálné gymnázium v Rakovníku jako zatímní státní profesor, kam nastoupil 1. listopadu 1938.Do Rakovníka byli tehdy administrativně přiděleni čeští studenti a profesoři reálných gymnázií z Karlových Varů, Chomutova a Podbořan. Přestože se znal s některými osobnostmi protinacistického odboje, sám se do něj nezapojil, podle svého vlastního prohlášení z obavy před svým nadřízeným prof. Karlem Ulrychem, který byl udavačem Gestapa. Kvůli nařízení německé správy o omezení humanitárních předmětů byl přeřazen na rakovnickou obchodní akademii. S kolegy Jaroslavem Černým, Antonínem Černým, ing. Františkem Srbem, Františkem Čejkou a Jaromírem Vošahlíkem založili v lednu 1943 odbojovou skupinu, která si vytkla za cíl sledovat vysílání zahraničních protinacistických rozhlasových stanic z Moskvy, Londýna a z Beromünsteru a šířit tyto informace mezi studenty a kolegy. Skupina byla ve spojení se skupinou Jaromíra Vošahlíka a přes ni s komunistickým odbojem.V létě 1944 bylo vyučování zastaveno a učitelé byli totálně nasazeni. Dne 21. listopadu 1944 byl Miroslav Görtler spolu se svými kolegy zatčen Gestapem a vyšetřován v Kladně a v Praze. Poté byl uvězněn v terezínské Malé pevnosti. Věznění přežil s podlomeným zdravím.

### Učitelem po roce 1945
Po zotavení z následků věznění se přiklonil k levicovému prokomunistickému smýšlení. Od 1. února 1946 začal opět učit na Obchodní akademii, která byla posléze přejmenována na Vyšší hospodářskou školou. V dubnu 1953 byl jmenován ředitelem rakovnického gymnázia. V témže roce byla škola reorganizována a vznikla z ní jedenáctiletá škola. Podařilo se mu v roce 1954 zorganizovat rekonstrukci školní budovy. V září 1954 opustil Rakovník a stal se krajským školním inspektorem Krajského národního výboru v Praze.

### Působení v rakovnickém archivu
Začátkem roku 1946 hledal městský národní výbor v Rakovníku pomocníka pro vedoucího městského archivu Jana Rennera. Miroslav Görtler nabídl své služby (jednalo se o neplacenou funkci) a byl dne 16. ledna 1946 přijat. V činnosti archivu se projevila názorová a politická neshoda mezi oběma kolegy. Görtler prosazoval v archivní a publikační činnosti otázky dělnické třídy a jejího hnutí zcela v duchu marxistické historiografie. V roce 1952 byl archiv transfornmován na okresní archiv. Jeho vedoucí Jan Renner si v té době stěžuje, že Miroslav Görtler se věnuje v archivu pouze svým vlastním výzkumným tématům, ale o provoz archivu se nezajímá. V roce 1953, kdy se stal ředitelem rakovnického gymnázia, jeho aktivity v rakovnickém archivu končí.

### Po odchodu z Rakovníka
V roce 1954 se stal inspektorem Krajského národního výboru. V této funkci působil velmi autoritativním způsobem a řada učitelů kvůli němu musela opustit školství. V srpnu 1958 byl přeložen na funkci ředitele Krajského ústavu pro další vzdělávání učitelů v Praze, což bral jako degradaci a křivdu Po odchodu do důchodu se věnoval tématu levicových hnutí na Rakovnicku a dějinám protifašistitckého odboje. K těmto tématům vydal několik publikací:
- V první linii (1981)
- Splněné tužby (1982) Boj za národní osvobození ve středních Čechách v letech 1917 – 18
- Památná místa protifašistického odboje Středočeského kraje (1976)
- Ve jménu života (1981)
- Květen 1945 na středočeských železnicích
- Rakovnicko v boji proti fašismu 1939 – 41 (1984) - nedokončeno

## Dílo

### Témata archivní práce

#### Husovy reliéfy
Zabýval se vyobrazeními Jana Husa, které byly nalezeny na knižních vazbách v rakovnickém archivu. Nna toto téma publikoval dva články (Tři typy Husovy podoby v rakovnickém archivu, Husovy reliéfy na rakovnických knižních vazbách ze XVI. století.)

#### Zikmund Winter
Druhým tématem bylo působení Zikmunda Wintra v Rakovníku, zvláště pak jeho studium v rakovnickém archivu. Toto téma zpracoval ve statích Zikmund Winter a Rakovník, Počátek Wintrova archivního studia K otázce Wintrova podpisu a Wintrova historická prvotina.

### Městským kronikářem
V prosinci 1948 vyl ustanoven městským kronikářem. Jeho předchůdcem byl opět Jan Renner, který vedl městskou kroniku až do roku 1930. Další léta (1931 - 1945) měl připraveny ve strojopisu, ale oficiálně tato verze městem přijata nebyla. Görtler zpracoval městskou kroniku za léta 1950 (215 stran strojopisu), 1951 (221 stran) a 1952 (354 stran). Existují doklady o tom, že také napsal záznamy městské kroniky za roky 1953 a 1954, tyto práce se ale nedochovaly.